# Ribonucléase T2
La ribonucléase T2 est une endonucléase acide encodée chez l'homme par le gène RNASET2,, situé, chez l'homo sapiens, sur le Chromosome 6. Il s'agit d'une enzyme extracellulaire précédemment référencée EC 2.7.7.17 et EC 3.1.4.23.